# Apologética católica
A apologética católica define-se como qualquer outro tipo de apologética: a defesa a fé, no caso, a fé católica, seus dogmas e princípios. Geralmente é feita com base em estudos no Catecismo da Igreja Católica. Tem o objetivo de esclarecer a fé da Igreja, expor a verdade na doutrina católica, e refutar teses contrárias a fé. A apologética católica desenvolve-se principalmente nos âmbitos teológicos.

## Âmbito teológico
A apologética católica no âmbito teológico diz respeito ao testemunho da relação entre os dogmas de fé professados pela comunidade e as suas doutrinas com os diversos contextos nos quais o Cristianismo se confronta com o variado desafio da tradução e do confronto.
O desafio da apologética é mostrar e renovar a relação entre os dogmas católicos e as fontes da experiência cristã: o Novo Testamento em relação normativa com o Tanakh dos judeus - chamado pelos cristãos de Antigo Testamento ou Antiga Aliança; a Sagrada Tradição Apostólica e a sucessão de tentativas de atualização realizadas na dialética entre a Autoridade Eclesiástica (Magistério) e a experiência de fé renovada das comunidades cristãs.
Os apologetas católicos seguem diversas orientações. Entre elas, uma é a que vê como missão dos apologistas católicos a de convencer que os ensinamentos do Magistério da Igreja Católica não são contrários ao Depósito da Fé que os Santos Apóstolos confiaram à Igreja nascente. Seu principal objetivo é convencer que a Igreja dos primeiros séculos é a própria Igreja Católica.

### Âmbito sociopolítico
Aqui a apologética se concentra em combater na sociedade moderna as idéias ou movimentos que do ponto de vista da doutrina católica são entendidos como contrários ao Evangelho de Cristo. Um exemplo disto está no atual debate sobre a descriminalização do aborto, a união civil entre pessoas do mesmo sexo e a eutanásia.

## Breve histórico

### Período Apostólico
Na Igreja Cristã primitiva existiram apóstolos apologetas como São Paulo (cf. 2Coríntios 10,5), São Pedro (cf. 1Pedro 3,15), São Judas Tadeu (cf. Judas 1,3), entre outros. A apologética que todos eles promoviam era principalmente dirigida contra os judeus e cristãos-judaizantes, os quais dificultavam a adesão de novos fiéis cristãos.
Com efeito, os melhores exemplos da apologética do primeiro século se encontram no Novo Testamento. O livro dos Atos dos Apóstolos relata (18,24-25.27-28) que existiu um homem chamado Apolo que promoveu a defesa da fé de uma maneira audaz: "Entrementes, um judeu chamado Apolo, natural de Alexandria, homem eloqüente e muito versado nas Escrituras, chegou a Éfeso. Era instruído no caminho do Senhor, falava com fervor de espírito e ensinava com precisão a respeito de Jesus (…) A sua presença foi, pela graça de Deus, de muito proveito para os que haviam crido, pois com grande veemência refutava publicamente os judeus, provando, pelas Escrituras, que Jesus era o Messias" (BAM).
Outra corrente religiosa que ampliou a apologética neste período foi o denominado "Gnosticismo cristão", o qual foi definitivamente derrotado no período seguinte, com a ajuda e intelectualidade de Ireneu de Lião (+202).

### Período Patrístico
A literatura cristã do século II d.C. é sobretudo apologética, combatendo judeus, pagãos e imperadores. Justino Mártir aponta o cumprimento da profecia bíblica no Cristianismo. No século III, Tertuliano continua, com coragem, a apologética. Em Alexandria, Clemente compõe uma exortação à conversão chamada "O Protréptico". Orígenes sucede Clemente de Alexandria e refuta as acusações do pagão Celso em sua obra "Contra Celso". É com este autores, em especial, que a apologética alcança o refinamento filosófico. Minúcio Félix (século III), Arnóbio de Sica e Lactâncio (século IV) dedicam obras visando a conversão dos romanos. Eusébio de Cesareia, em sua "Preparação Evangélica" refuta Porfírio e vê, com Atanásio de Alexandria, a queda do Paganismo no Império Romano. No século V, Teodoreto de Ciro, redige uma "Suma contra o Paganismo", objetivando eliminar as reminiscências pagãs. Jerônimo e Agostinho de Hipona, no Ocidente, fazem brilhar a apologética cristã em obras como "Contra Helvídio" e "A Cidade de Deus". Sucedem-lhes nesta tarefa Orósio, Salviano, Leão Magno e Gregório Magno.

### Idade Média
No século VII, a apologética passa a responder aos muçulmanos. João Damasceno escreve diálogos entre cristãos e muçulmanos; Isidoro de Sevilha (século VIII), Pedro Damiano (século XI), Ruperto de Deutz (século XII) publicam debates. Abelardo redige um diálogo entre um filósofo, um judeu e um cristão. No século XIII, Tomás de Aquino escreve a monumental Suma Teológica e a "Suma contra os Gentios", abordando questões como a existência de Deus, a imortalidade da alma, a Santíssima Trindade e a Encarnação do Verbo. Na mesma época, Ramón Martini escreve contra os sarracenos; Torquemada e Dionísio Cartuxo escrevem contra os muculmanos. A partir do século XIV, as escolas de Scoto e Ockham passam a sustentar que só é possível alcançar a fé pela razão. Durante o Renascimento, Ficino elabora uma síntese entre a filosofia platônica e a fé cristã, defendendo a imortalidade da alma e a divindade de Cristo.

### Do século XVI ao século XVIII
Nos séculos XVI e XVII verificou-se um grande desenvolvimento dos estudos teológicos, em parte proporcionado pela invenção recente da imprensa, pelos estudos humanistas e pela necessidade de instrução do povo, mas sobretudo deram ocasião e assunto a muitas obras os decretos, atos e estudos do Concílio de Trento: 
 

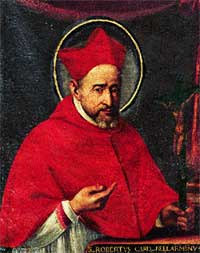
São Roberto Belarmino, cardeal, teólogo e Doutor da Igreja.

Em razão dos movimentos reformistas protestantes, os católicos do século XVI passam a se ocupar das disputas daí oriundas. O zelo apostólico e gênio persuasivo e insofismável de São Carlos Borromeu revolucionou a catequese católica. O grande sábio Roberto Belarmino, doutor da Igreja, publicou De scriptoribus ecclesiasticis(Roma, 1613) e a monumental Disputationes de controversiis christianae fidei(escrita entre 1581–1593). O erudito Jacques-Bénigne Bossuet escreve Defesa da Tradição e dos Santos Padres(1693) e História de mudanças nas igrejas protestantes(1688). 

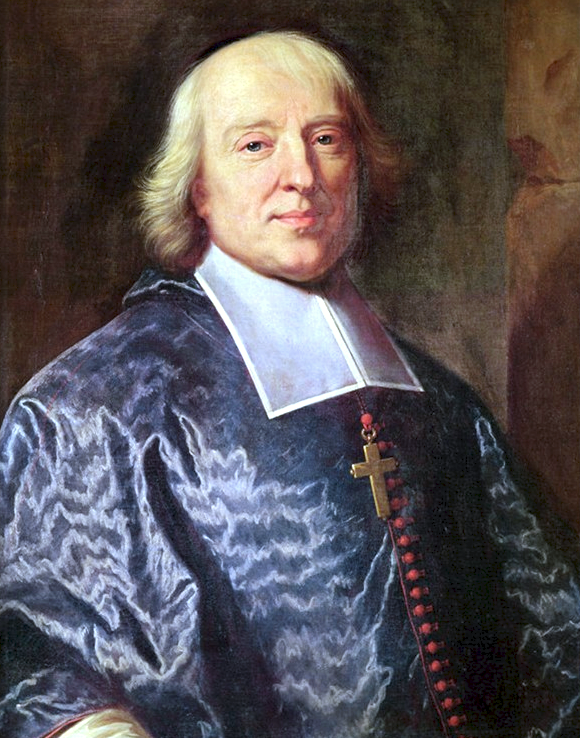
Jacques-Bénigne Bossuet, Bispo, orador, teólogo e escritor.

Juan Luis Vives escreve "A Verdade da Fé Cristã", em que aponta a necessidade e os fundamentos da religião cristã para a salvação, abordando ainda, ao final, questões suscitadas por judeus e muçulmanos. Moyses Amyrant escreve sobre a indiferença religiosa e Jacques Abbadie sobre o criticismo bíblico de Spinoza. 

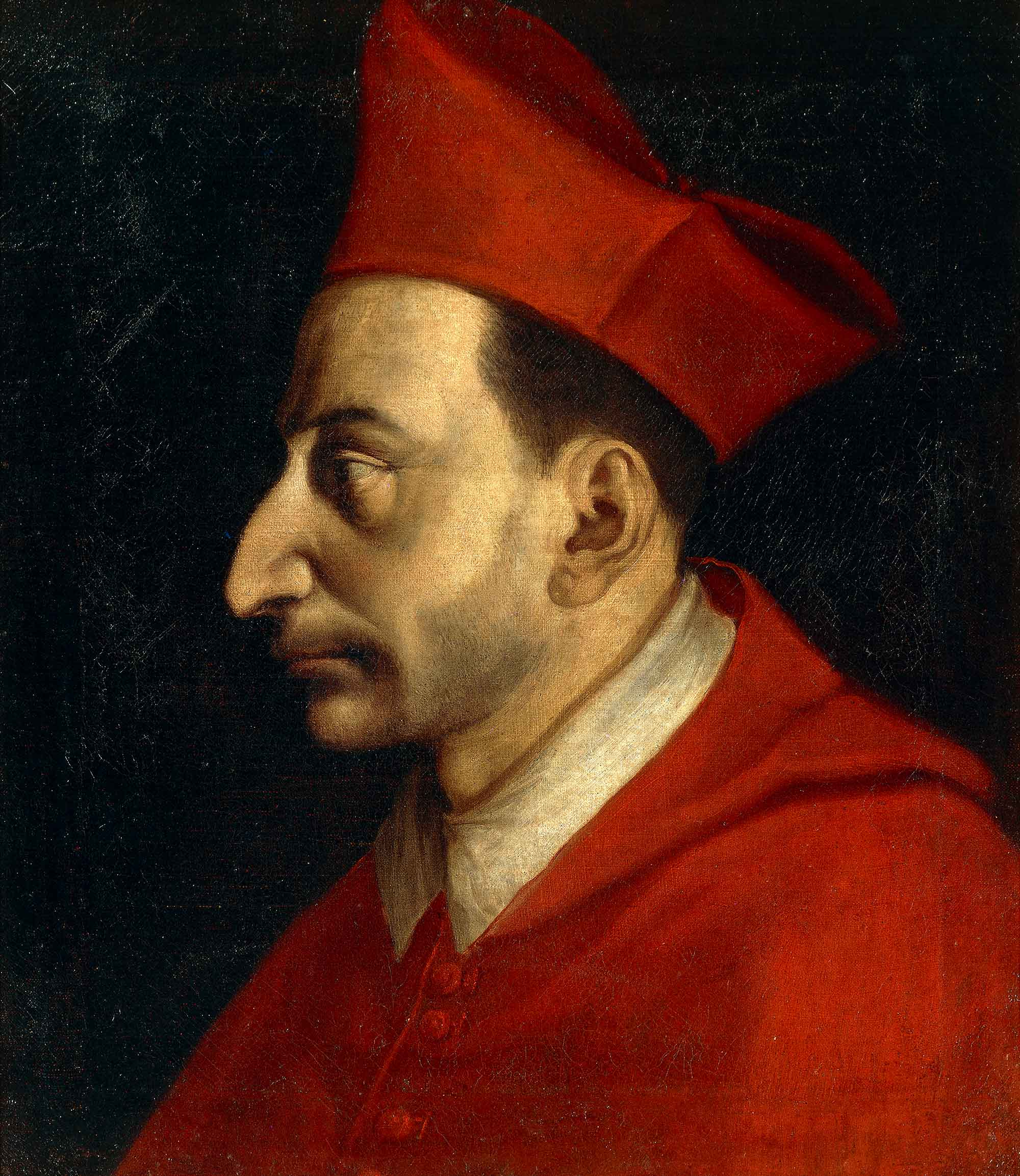
São Carlos Borromeu, Cardeal, orador, teólogo e escritor.

Nos estudos dogmáticos destacou-se o dominicano espanhol Melchior Cano com a sua obra "De locis theologicis" A apologética católica deste período deve muito também aos gênios cruzados de Pedro Canísio, Bartolomeu Carranza, João Maier, Johann Faber de Heilbronn, Michael Helding, Hosius e Du Perron. 
O Cardeal Belarmino S.J. foi o mais célebre pelas suas obras contra as heresias da época, que demonstrou conhecer muito bem, o que lhe granjeou não poucos inimigos dentre os hereges. Também teve de suportar a sanha dos Bourbons, porque discorreu em seus escritos, de modo claro, sobre a reta doutrina sobre os direitos e deveres nas relações entre a Igreja e o Estado. Já Bossuet escreveu sobre "Histoire des variations des églises protestantes" em que faz a crítica das posições dos protestantes.

No campo da Teologia Moral surgiram, nesta época, muitos tratados sistemáticos, destes destacam-se os dos jesuítas Luís de Molina, Francisco Suárez, Leonardo Lessius, as obras dos irmãos de Lugo, João e Francisco e dos dominicanos Domingo de Soto e Bartolomeu de Medina. Entre os casuístas figuram os jesuítas Manuel de Sá, Tomás Sánchez, Paulo Laymann e Hermann Busenbaum; os franciscanos Patrício Sporer e Benjamin Elbel e os rigoristas Concina e Giovanni Vincenzo Patuzzi O. P. Sobre todos avulta a figura de Santo Afonso de Ligório, fundador dos Redentoristas, que, admitindo o probabilismo, livra-se de muitas dificuldades em que se encontravam então os teólogos e os moralistas.
Na mística destacaram-se os incontáveis tratados de Santa Teresa de Ávila e São João da Cruz, as obras de Frei Luís de Granada, de São João de Ávila, de Bartolomeu Fernandes, de Braga, de São Francisco de Sales e os famosos Exercícios Espirituais de Santo Inácio de Loyola, também, dentre outros, escreveram obras ascéticas no mesmo período Luís de Ponte S. J. e Afonso Rodrigues S. J. que escreveu O Tratado de perfeição e virtudes cristãs e o Beato Lourenço Scupoli, teatino, redigiu O Combate Espiritual.

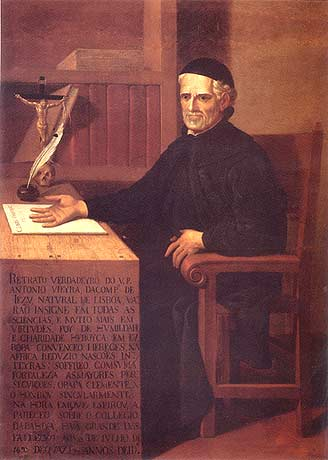
Padre Antônio Vieira S. J. célebre escritor e orador sacro do Séc.XVII

Para além dos pregadores franceses como Bossuet, Bourdaloue e Fénelon é grande o número de oradores sacros, como Paolo Segneri S. J., Padre Antônio Vieira S. J., João Faber, Abraham a Sancta Clara, Leonard Goffiné, este premonstratense, o capuchinho Martim de Cochem e o oratoriano Jean Lejeune dentre outros.
Muitos escritores católicos nos séculos XVI e XVII se ocuparam do direito e do direito canônico. Dentre eles ficaram conhecidos Schmalzgrueber S. J., Anacletus e Thomassin. Ferrari escreveu Prompta Bibliotheca canonica, juridica, moralis, theologica, necnon ascetica, polemica, rubricistica, historica e o dominicano Rocabertí a Biblioteca Maxima Pontificia.. Francisco de Vitória O. P. lançou as bases do direito internacional moderno, é conhecido como um dos pais do direito internacional, defendeu a doutrina de que todos os homens são igualmente livres e com base na liberdade natural sustentou que todos têm direito à vida, à cultura e à propriedade. Frei Bartolomé de las Casas defendeu os indígenas do Novo Mundo sugerindo que fossem "tratados com toda suavidade, de acordo com a doutrina de Cristo". Os seus argumentos "deram forças a todos aqueles que, no seu tempo e nos século seguintes, trabalharam persuadidos de que todas as pessoas do mundo são seres humanos, com as capacidades e as responsabilidades próprias dos homens".
No âmbito da história eclesiástica, arqueologia, crítica e biografias, despontaram, no período da Reforma Católica o Cardeal César Barônio, historiador, os Bolandistas, muito críticos nas Acta Santorum, os Maurinenses ou Mauristas com as suas edições dos Padres da Igreja; Na arqueologia surge Ludovico Antonio Muratori, bibliotecário em Milão e mais tarde em Módena, com o seu catálogo. Estudos especiais se fizeram então nas catacumbas de Roma.
Os católicos do século XVII acusam os protestantes de enfatizar demais a razão; Pascal, em seus "Pensamentos" aposta no coração. Influenciados pelo Racionalismo, alguns católicos tentam demonstrar o fato da Revelação quase que matematicamente. S. Clarke defende a Teologia Natural e que no Novo Testamento concorda com a razão. Em fins do século XVIII, W. Paley reúne os argumentos contra os céticos e deístas. Apologistas alemães defendem a historicidade dos Evangelhos. Na França, Rousseau e Voltaire são rebatidos pelos católicos.

### Século XIX
No final do século XVIII ocorre a reação contra o Racionalismo ilustracionista. Na Alemanha é introduzida uma nova defesa da fé: o instinto religioso dá origem à fé. Defende-se o monoteísmo como modelo de religião. Na França, renasce o catolicismo romântico: o papado é essencial contra a anarquia religiosa e para aderir à fé é necessário aceitar a Revelação. Na Espanha, destacam-se Jaime Balmes e Juan Donoso Cortés. Na Alemanha, G. Hermes sustenta que a razão prática demonstra que a aceitação da fé é essencial para o imperativo moral. Na Itália, G. Perrone se centra na religião revelada, replicando aos críticos racionalistas dos Evangelhos. Na Inglaterra, John Henry Newman investiga o caminho pessoal para a fé: o Cristianismo seria a única religião que responde à fé natural. Nos Estados Unidos, dois ex-protestantes, O. Brownson e I. Hecker reavivam a apologética católica no país. O Concílio Vaticano I (1870), que definiu a infalibilidade do Papa nos assuntos de fé e moral, pronunciados ex cathedra, aumenta o alcance da apologética, apoiando dois estilos: um bíblico e histórico e outro experimental e eclesial. Enquanto isto, a apologética protestante se divide em duas escolas principais, uma conservadora, que rejeita os avanços científicos, e outra liberal, que os aceita.

### Século XX
M. Blondel estuda o dinamismo da vontade, que apenas se satisfaz com o dom sobrenatural. Assim, a apologética deverá demonstrar que o Cristianismo satisfaz o desejo sobrenatural inerente (método da imanência). Na Alemanha, a apologética recorre à fenomenologia. Nos anos 1930 e 40 se verificam muitíssimos testemunhos de conversão: T. Merton, E. Gilson, Jacques Maritain, entre outros. T. Cardin tenta uma síntese entre ciência e fé. Enquanto isto, neo-ortodoxos como K. Barth e R. Bultmann rejeitam a apologética. P. Teillich refuta Barth, afirmando que a apologética encontra-se onipresente na Teologia Sistemática. O anglicanismo dá à luz ótimos apologistas leigos como G. K. Chesterton (que mais tarde se converterá ao Catolicismo) e C. S. Lewis (o qual possui uma visão muito próxima do Catolicismo). Com o Concílio Vaticano II, passa-se a insistir mais no diálogo com os não católicos o que, aliado com uma duvidosa interpretação promovida por grupos liberais, faz com que a apologética católica entre em declínio e praticamente desapareça. Mas o avanço vertiginoso dos novos movimentos religiosos cristãos e não cristãos (alguns professando doutrinas explicitamente condenadas pela Igreja primitiva) e a expansão da Internet fazem ressurgir a tradicional apologética católica, inseparável da fé e da Teologia.

### Principais apologistas católicos não brasileiros
| - Alex Grandet - Bob Stanley - Bruce Sullivan - Carlos Caso-Rosendi - Dave Armstrong - Egionor Cunha | - Fulton Sheen - G. K. Chesterton - Greg Oatis - Jimmy Akin - John Henry Newman - John Salza - José Miguel Arráiz | - Joseph Gallegos - Luís Fernando Pérez - Karl Keating - Marcellino d'Ambrosio - Marcus Grodi - Martín Zavala - Miguel Jordá | - Paul Flanagan - Paulo Diercky - Phil Porvaznik - Robert Schihl - Robert Sungenis - Scott Hahn - Steve Ray |

## Histórico no Brasil
No Brasil, acredita-se que a apologética católica começou com a Evangelização promovida pelos missionários Jesuítas.
A guerra contra a invasão holandesa em Pernambuco e a invasão francesa no Rio de Janeiro (cujos invasores professavam o Calvinismo), nos séculos XVI e XVII, também pode ser considerado um movimento apologético católico.
Grandes missionários e pregadores católicos entre o século XVI e XIX são os padres São José de Anchieta, Manuel da Nóbrega, João de Azpilcueta Navarro, Antônio Vieira e os bispos Dom Antônio de Macedo Costa, Dom Vital Maria Gonçalves de Oliveira, dentre outros.
Em 1958, o monge beneditino D. Estêvão Bettencourt funda a primeira revista apologética católica intitulada "Pergunte e Responderemos", a qual continua sendo editada até os dias de hoje, não obstante o falecimento do autor aos 14 de março de 2008.
No século XX grande nomes católicos ilustraram a apologética no Brasil: Dom Sebastião Leme da Silveira Cintra, Jackson de Figueiredo, Alceu Amoroso Lima, padre Leonel Franca (principal obra: A Igreja, a Reforma e a Civilização), padre Júlio Maria de Lombaerde, Lúcio Navarro (Legitima Interpretação da Bíblia), Dom Antônio de Castro Mayer, Dr. Plinio Corrêa de Oliveira, Dr. Júlio Fleichman (revista Permanência), Dr. Orlando Fedeli, da Associação Cultural Montfort entre outros.
Com o advento e popularização da Internet, a apologética católica ganha nova força e um novo campo. Em 1997, Carlos Martins Nabeto funda o primeiro sítio apologético católico da Internet Brasileira: o Portal do Agnus Dei. Referido sítio, ganhou destaques por seus artigos em defesa da Fé católica, e também pelas primeiras publicações integrais das obras dos primitivos Padres da Igreja em língua portuguesa, várias delas traduzidas pelo próprio autor do sítio.
Logo depois, em 1998, Frederico Viotti cria o sítio da Frente Universitária Lepanto, um movimento de estudantes católicos com foco nos ambientes universitários e estudantis, incluindo difusão de boletins impressos distribuídos nas universidades e colégios, sobretudo em Brasília. O site ainda está em funcionamento, com o nome Frente Universitária e Estudantil Lepanto, mantendo o mesmo foco na apologética e formação católica.
Cris Macabeus, pseudônimo de um estudioso católico, desenvolve um site específico para tentar desmascarar as verdades do apocalipse protestante.  Fernando Nascimento lança o projeto Cai a Farsa que pretende catalogar verdades absolutas contra a Igreja católica veiculadas em sites protestantes. 
Outros projetos apologéticos se espalham por todo o território nacional. Os apostolados já não focam apenas na defesa da fé diante dos protestantes e infiéis, mas também dentro da própria Igreja católica, cuja ala modernista, progressista, liberal e relativista é constantemente combatida por todos os apologistas. 
O delegado gaúcho Rafael Brodbeck lança, com outros estudiosos católicos, o site Salvem a Liturgia!, que exalta, serena e firmemente, todos os abusos e erros litúrgicos que infestam as Missas Brasil afora, e reafirmam as Diretrizes Litúrgicas, sendo coligados ao Magistério Eclesiástico. É considerado hoje o principal site de formação litúrgica católica em língua portuguesa, obedecendo estritamente as orientações e resoluções oficiais romanas. Pelo caráter formativo e combativo, tem o apoio oficial de vários bispos católicos do mundo: Dom Fernando Arêas Rifan, Dom Osvino José Both, Dom Abade José Palmeiro Mendes, OSB, abade emérito territorial do Mosteiro de São Bento (Rio de Janeiro), Dom Athanasius Schneider, ORC, Dom Fernando José Monteiro Guimarães, CSSR, Dom José Francisco Falcão de Barros, Dom José Aparecido Gonçalves de Almeida, Dom Antônio Carlos Rossi Keller, Dom Adair José Guimarães, Dom Carmo João Rhoden, SCJ, Dom Francisco Barroso Filho e Pe. Jean-Pierre Herman, ICRSS (Instituto de Cristo Rei e Sumo Sacerdote).
A Associação Cultural Montfort fundada por Orlando Fedeli em 1983, em meados da década de 90 inaugura um site na internet, com uma postura ácida e intolerante, famosos por "verem gnose em tudo", se tornando sinônimo de ortodoxia, reacionarismo beligerante e polemista católico.
Em 2000 surgiu o Apostolado Veritatis Splendor (fruto da união entre os sítios Agnus Dei, Apologética Católica, Firmes na Fé, Ictis, JesusCristoKitNet, Servi Dei e Sou Católico) fundado por Alessandro Ricardo Lima e Carlos Martins Nabeto. 
Com a morte do Prof. Dr. Orlando Fedeli, em 2010, o Padre Paulo Ricardo  lança o site Christo Nihil Praeponere que assume uma defesa firme, fundamentada e clara da fé católica.
As Jornadas de junho foram um importante movimento de ressurgimento do Conservadorismo no Brasil nas massas humanas o que culminou com o Impeachment de Dilma Rousseff e a eleição de Jair Bolsonaro. Como a ampla maioria do episcopado e presbiterado católico no Brasil era filo-comunista, bispos como dom José Francisco Falcão de Barros, dom Henrique Soares da Costa, dom Antônio Carlos Rossi Keller e dom Athanasius Schneider passaram a ter uma elevada audiência nacional. No entanto, em virtude das políticas de ecumenismo uma defesa da fé iria de encontro as novas orientações irenistas do Papa Francisco, que não está disposto a polemizar a fé com ninguém e tem combatido com muito rigor toda sorte de proselitismo Portanto a nível eclesiástico desde 2010 se tem a defesa da fé pelo padre Paulo Ricardo a nível nacional.
No rádio e na televisão surgiram também programas dedicados exclusivamente à promoção da defesa da fé católica, como "A Hora de São Jerônimo", apresentado pelo apologista Carlos Ramalhete, e "Escola da Fé", apresentado pelo professor Felipe Aquino na TV Canção Nova.
Por volta de 2015 o movimento conservador no Brasil ganha mais um nome de grande destaque: o do filósofo Carlos Nougué. Por seus esforços acabam surgindo por todo o Brasil centros católicos tradicionais para pesquisa e estudo da fé e da filosofia escolástica, dentre os quais o Centro Dom Bosco. Em 2016, Bernardo Küster, ganha proeminência no cenário nacional ao fazer um trabalho de apologia da Igreja defendendo-a dos próprios religiosos e autoridades eclesiásticas identificadas com Karl Marx e o comunismo, mormente os adeptos da teologia da libertação.

### Principais apologistas católicos brasileiros
- Boaventura Kloppenburg
- Estêvão Tavares Bettencourt
- Orlando Fedeli
- Carlos Nougué
- Felipe Aquino

## Objetivos

### O diálogo com os ateus
A apologética católica, no diálogo com ateus, pretende convencer-lhes principalmente da existência de Deus. Acreditam que tudo o que existe deve-se ao ato criador de Deus; por isso, afirmam que nada surgiu por acaso. Alguns apologistas que trabalham nesta linha questionam a Teoria da Evolução, que é o principal argumento dos ateus contra o Criacionismo.

### O diálogo com as religiões monoteístas
As grandes religiões monoteístas são: Judaísmo, Cristianismo e Islamismo.
No diálogo com judeus e muçulmanos, a apologética católica quer convencer que o Cristianismo é o cumprimento das promessas e profecias messiânicas anunciadas pelos Patriarcas e Profetas, segundo as quais Jesus Cristo é o Messias prometido não somente a Israel mas a todas as nações.
Com o protestantismo, o diálogo pretende demonstrar a continuidade da doutrina católica com a Fé dos primeiros séculos e a concordância com as Sagradas Escrituras, além de defender a existência da sucessão dos apóstolos, o primado do Papa e a impossibilidade da doutrina protestante da Sola Scriptura.

### O diálogo com as religiões politeístas
O esforço na conversa com as religiões politeístas se propõe em defender a ordem da criação como resultado da inteligência de Deus e a ordem no Céu. Segundo esta proposição, todo bem vem e se orienta para Deus, que no dizer de São Tomás de Aquino é a Causa das Causas.

## Principais desafios
A grande maioria dos católicos reconhece que nada ou pouco sabem sobre a Doutrina Católica e isto, segundo os apologistas católicos, favorece a ação proselitista e expansionista de outras religiões.
Por outro lado, embora o crescimento das denominações protestantes seja um grande entrave, não é o principal, uma vez que cada uma delas possui doutrinas diversas entre si (algumas coincidentes com a doutrina católica, outras parcialmente coincidentes e outras ainda diametralmente divergentes), aumentando consideravelmente o trabalho de defesa dos apologistas católicos ante a confusão religiosa daí oriunda.
Por outro lado, a quantidade de igrejas orientais ortodoxas na América não é expressiva, não constituindo, portanto, em preocupação para os apologistas católicos de línguas portuguesa, espanhola e inglesa.